# Cantagallo, Salamanca
Cantagallo là một đô thị ở tỉnh Salamanca, phía tây Tây Ban Nha, cộng đồng tự trị Castile-Leon. Đô thị này có cự ly 90 kilômét so với thành phố tỉnh lỵ Salamanca và có dân số thời điểm năm 2003 là 268 người. Đô thị này có diện tích 7,51 km², nằm trên khu vực có độ cao 932 mét trên mực nước biển. Mã số bưu chính là 37792.